# Liste der Generalgouverneure der Bahamas

Flagge der Generalgouverneure der Bahamas

Tabellarische Aufstellung der Generalgouverneure der Bahamas.
| Name                          | Lebensdaten | Amtszeit                              |
| ----------------------------- | ----------- | ------------------------------------- |
| Sir John Warburton Paul       | 1916–2004   | 10. Juli 1973 – 31. Juli 1973         |
| Sir Milo B. Butler            | 1906–1979   | 1. August 1973 – 22. Januar 1979      |
| Sir Gerald Christopher Cash   | 1917–2003   | 22. Januar 1979 – 25. Juni 1988       |
| Sir Henry Milton Taylor       | 1903–1994   | 26. Juni 1988 – 1. Januar 1992        |
| Sir Clifford Darling          | 1922–2011   | 2. Januar 1992 – 2. Januar 1995       |
| Sir Orville Alton Turnquest   | * 1929      | 3. Januar 1995 – 13. November 2001    |
| Dame Ivy Dumont               | * 1930      | 13. November 2001 – 30. November 2005 |
| Paul Adderley (kommissarisch) | 1928–2012   | 1. Dezember 2005 – 1. Februar 2006    |
| Arthur Dion Hanna             | 1928–2021   | 1. Februar 2006 – 14. April 2010      |
| Sir Arthur Foulkes            | * 1928      | 14. April 2010 – 8. Juli 2014         |
| Dame Marguerite Pindling      | * 1932      | 8. Juli 2014 – 28. Juni 2019          |
| Sir Cornelius A. Smith        | * 1937      | 28. Juni 2019 – 31. August 2023       |
| Cynthia A. Pratt              | * 1945      | 1. September 2023 – amtierend         |